# Марино Морозини
Марино Морозини (на италиански: Marino Morosini) е четиридесети и четвърти дож на Република Венеция от 1249 до 1253 г.
Почти няма сведения за родителите на Морозини. Той прави политическа кариера и преди избирането си за дож е посланик и дук на Кандия (днес Крит), което за времето си представлявало много престижна титла. Става дож на 68–годишна възраст.
Управлението му е белязано от липса на военни конфликти. По това време френският крал Луи IX свиква кръстоносен поход срещу Египет, но не желаейки да разваля отношенията си с османския султан, Морозини отказва участието на венециански военни части в него.
Морозини умира на 1 януари 1253 г.

## Семейство
Марино Морозини има брак с Ромерика, от която няма деца. Има само едно осиновено дете.